# Kuvandiki járás
A Kuvandiki járás (oroszul Куванды́кский райо́н) Oroszország egyik járása az Orenburgi területen. Székhelye Kuvandik.

## Népesség
- 1989-ben 27 710 lakosa volt.
- 2002-ben 24 431 lakosa volt.
- 2010-ben 19 545 lakosa volt, melyből 9 955 orosz, 4 181 baskír, 2 916 tatár, 1 349 kazah, 486 ukrán, 110 azeri.